# Christos Karipidis
Christos Karipidis (ur. 2 grudnia 1982 w Salonikach) – grecki piłkarz, występujący na pozycji obrońcy.
Karipidis profesjonalną piłkarską karierę rozpoczął w  PAOK FC U-20 w 2000 roku a w następnym sezonie awansował do pierwszej drużyny. PAOK następnie wypożyczył go do Kavali (2001–2002) i Kerkiry (2002–2003). Następnie Wrócił do PAOK-u, gdzie pozostał do 2006 roku. W 2006 roku został sprzedany za 300 000 funtów do Heart of Midlothian, a w 2009 roku przeszedł do Omonii Nikozja. Latem 2012 roku został zawodnikiem APOEL FC, z którego po zaledwie jednym sezonie przeniósł się do Apollon Limassol. W 2014 został zawodnikiem klubu Skoda Ksanti.